# PKS 3
Die schmalspurige Dampflokomotive PKS 3 der Powiatowa Kolej Sochaczewska (PKS – Kreisbahn Sochaczewska) mit 750 mm Spurweite wurde von Orenstein & Koppel (O&K) im Jahr 1925 in der Bauart Dn2t hergestellt. Mit der Verstaatlichung der Strecke Sochaczew–Wyszogród wurde die Lokomotive 1949 von den Polskie Koleje Państwowe (PKP) übernommen. Die Lokomotive ist im Eisenbahnmuseum in Sochaczew erhalten.

## Geschichte

### Vorkriegszeit
Die Lokomotive war die dritte Lokomotive der privaten Kreisbahn Sochaczewska, damals auch die stärkste Lokomotive der Gesellschaft. Trotz ihrer Bauweise mit Außenrahmen und Hallscher Kurbel sowie dem Schornstein in umgekehrter Kegelform war die Lokomotive fast 50 Jahre in Sochaczew im Einsatz, wobei die fälligen Untersuchungen von der Werkstatt in Sochaczew durchgeführt werden konnten.

### Nach dem Zweiten Weltkrieg
Am 1. Januar 1949 wurde die Schmalspurbahn Sochaczew–Wyszogród verstaatlicht. Die PKS 3 wurde von den PKP übernommen, wo sie 1949 die Betriebsnummer Tx2-1246 erhielt. Ab 1961 erhielt sie die Betriebsnummer Tx4-1315.
Als in den 1960er Jahren die Werkstatt in Sochaczew den Umfang ihrer Arbeiten einschränken musste, wurde die Lokomotive zu fälligen Untersuchungen zum ZNTK Nowy Sącz geschickt. 1970 wurde die Lok nach Piotrków Trybunalski abgegeben, wo sie bis 1973 als Heizlokomotive eingesetzt wurde.
Danach wurde sie dem Eisenbahnmuseum Warschau übergeben, zuerst als Denkmallokomotive. Als die Museumsbahn Sochaczew eröffnet wurde, wurde die Tx4-1315 nach einer Ausbesserung i Nowy Sącz, bei der die Lokomotive wieder in den Originalzustand versetzt wurde, ab 1987 im Einsatz. Nach Ablauf der Kesselfrist 1994 wurde zum Ausstellungsstück.

## Konstruktion
Die Lok ist eine der wenigen im Original vorhandenen Lokomotiven mit Außenrahmen und Hallscher Kurbel.
Der Blechrahmen ist mit Rahmenwangen mit einer Stärke von 15 mm ausgeführt, in welchem die vier Achsen mit Außenlager geführt wurden. Die Achsen sind paarweise mit jeweils einer Blattfeder abgefedert, die zwischen der 1. und 2. sowie zwischen der 3. und 4. Achse außen liegt. Die 1. Achse ist fest im Rahmen gelagert, die 2. Achse besitzt ein Seitenspiel von ±5 mm, die dritte Achse ist die Treibachse und fest gelagert, sie hat 3 mm geschwächte Spurkränze, die 4. Achse besitzt ein Seitenspiel von ±12 mm, um auch einen Kurvenradius von 30 m sicher durchfahren zu können.
Der einfache Flammrohrkessel besaß eine kupferner Feuerbüchse, die in den 1960er Jahren durch eine stählerne ersetzt wurde. Er besteht aus zwei Schüssen, auf dem ersten Schuss sitzt der Dampfdom, auf dem zweiten Schuss der Sanddom. Von diesem kann die Treibachse von vorn und hinten gesandet werden. Gespeist wurde der Kessel anfangs von zwei Injektoren von Friedmann mit einer Leistung von 60 l pro Minuten. Im Betrieb stellte sich heraus, dass das Wasser in Sochaczew sehr weich war. So wurden die Injektoren später durch solche von Strube mit einer Förderleistung von 80 l/min getauscht. In den 1960er Jahren wurden der Kamin und der Verschluss der Rauchkammer ausgetauscht. Die Zylinder besitzen Flachschieber und eine Heusinger-Steuerung, der Kreuzkopf wird einschienig auf der Gleitbahn geführt.
Die Lokomotive hat eine Dampfbremse und eine Handbremse, die auf eine gemeinsame Welle wirkten, von der aus die ersten 3 Achsen abgebremst wurden. Sie besitzt eine Balancierhebelkupplung. Ursprünglich mit Petroleumbeleuchtung ausgestattet, wurde diese in den 1960er Jahren  gegen eine elektrische mit einem Turbogenerator mit 24 V umgestellt. Charakteristisch sind die großen Scheinwerfer mit Reflektor. Die Lichtmaschine saß quer auf dem Kesselscheitel zwischen Kamin und Dampfdom.